# Markus Oijennus
Markus Oijennus (* 5. Juli 1970 in Tampere) ist ein ehemaliger finnischer Eishockeyspieler, der auf der Position des Stürmers spielte. 

## Karriere
Oijennus begann seine Karriere in der Saison 1987/88 in der Junioren-Mannschaft von Tappara Tampere. Auch in der folgenden Saison spielte er in dieser Mannschaft, ehe er ab der Spielzeit 1989/90 zusätzlich in der Profimannschaft von Tappara in der SM-liiga eingesetzt wurde. In seinem Heimatverein spielte er insgesamt acht Jahre, bevor er für die Saison 1997/98 die Schlittschuhe für den EHC Neuwied aus der deutschen 1. Liga Nord schnürte. Mit den Neuwieder Bären gewann er in dieser Saison auch die Meisterschaft, wechselte jedoch nach der Saison zum TSV Peissenberg in die 2. Liga Süd, wo er einen Zweijahresvertrag erhielt. Anschließend spielte er viereinhalb Jahre für LeKi Lempäälä aus der finnischen II. Division, wo er seine Karriere beendete.

## Erfolge und Auszeichnungen
- Meister der 1. Liga 1998